# Contestation en Mauritanie en 2011
La contestation en Mauritanie en 2011 débute vers le 17 janvier 2011 en Mauritanie et fut décrite comme la plus grande depuis l’indépendance du pays. Elle s'inscrit dans le contexte du printemps arabe.
Ces manifestations touchent tout le pays et tous les secteurs de la société ; des conflits sociaux durent parfois longtemps, signe de la détermination des contestataires, mais les différents mouvements de contestation politique et sociale ne convergent pas. Les manifestations dépassent rarement les 1 000 personnes. Ainsi, la période d’agitation ne se transforme pas en révolte généralisée contre le régime, comme ce fut le cas en Tunisie, en Libye ou en Syrie.

## Contexte
En 2005, le président Maaouiya Ould Sid'Ahmed Taya est renversé par une partie de l’armée après plus de vingt ans au pouvoir.
Après deux ans de transition, Sidi Mohamed Ould Cheikh Abdallahi est élu président, mais renversé dès août 2008 par le général Mohamed Ould Abdel Aziz. Celui-ci est élu président en juillet 2009 ; bénéficiant du soutien de l’Occident, qui voit en lui un rempart face à AQMI, il adopte rapidement une pratique non-démocratique du pouvoir, voire tyrannique.
Depuis le succès de la révolution tunisienne, le monde arabe est secoué par une vague de contestations.
En Mauritanie, la question sociale est compliquée par l’existence de nombreux haratines, communauté issue d'anciens esclaves. Le taux de chômage est de 31 % et touche plus particulièrement les jeunes, et plus encore les diplômés. Chaque année, un tiers de la génération entrante sur le marché du travail ne trouve d’emploi ni dans le secteur déclaré, ni dans le secteur informel.

## Manifestations

### Début des mouvements en janvier
Les manifestations demandent des réformes sociales et économiques et le départ du président Mohamed Ould Abdel Aziz, dont l’élection en 2009 est contestée.
La première manifestation a lieu le 13 janvier à Nouakchott, et rassemble des milliers de personnes. Une baisse de 30 % des denrées alimentaires est promise.
Yacoub Ould Dahoud s’immole par le feu face au palais présidentiel, le 17 janvier, en protestation contre les politiques du président mauritanien, Mohamed Ould Abdel Aziz,.

### Revendications sociales et politiques
La semaine suivante, des centaines de personnes manifestent dans les rues de Nouakchott. D’autres manifestations ont lieu à Atar, Zouerate, et Aleg.
La répression de manifestations contre le manque d'eau et la hausse des prix à Vassala, le 18 février, fait plusieurs blessés. Des arrestations ont eu lieu, mais le mouvement continue, mobilisant quelques milliers de jeunes.
Début mars, les manifestations ont lieu tous les mardis et vendredis suivent à un rythme soutenu : des milliers de jeunes se rassemblent à Nouakchott le mardi 1er mars, à nouveau place des Blocs, et à Ayoun el-Atrouss pour demander des meilleures conditions de vie et le départ du président. La quatrième manifestation, le 8 mars, est dispersée par la police après des affrontements qui font dix-huit blessés chez les manifestants, la police ayant bouclé tous les accès à la place,. Lors des manifestations suivantes, les jeunes restent nombreux et pacifiques.
Début mars également, un mouvement de grève dans le secteur de la santé commence. Des négociations y mettent fin seulement au mois de mai. Les universités participent également au mouvement, et sont même fermées quelques jours. D’autres grèves ont lieu dans l’enseignement secondaire, les mines de fer du nord du pays, la pêche, les transports, les fonctionnaires municipaux.

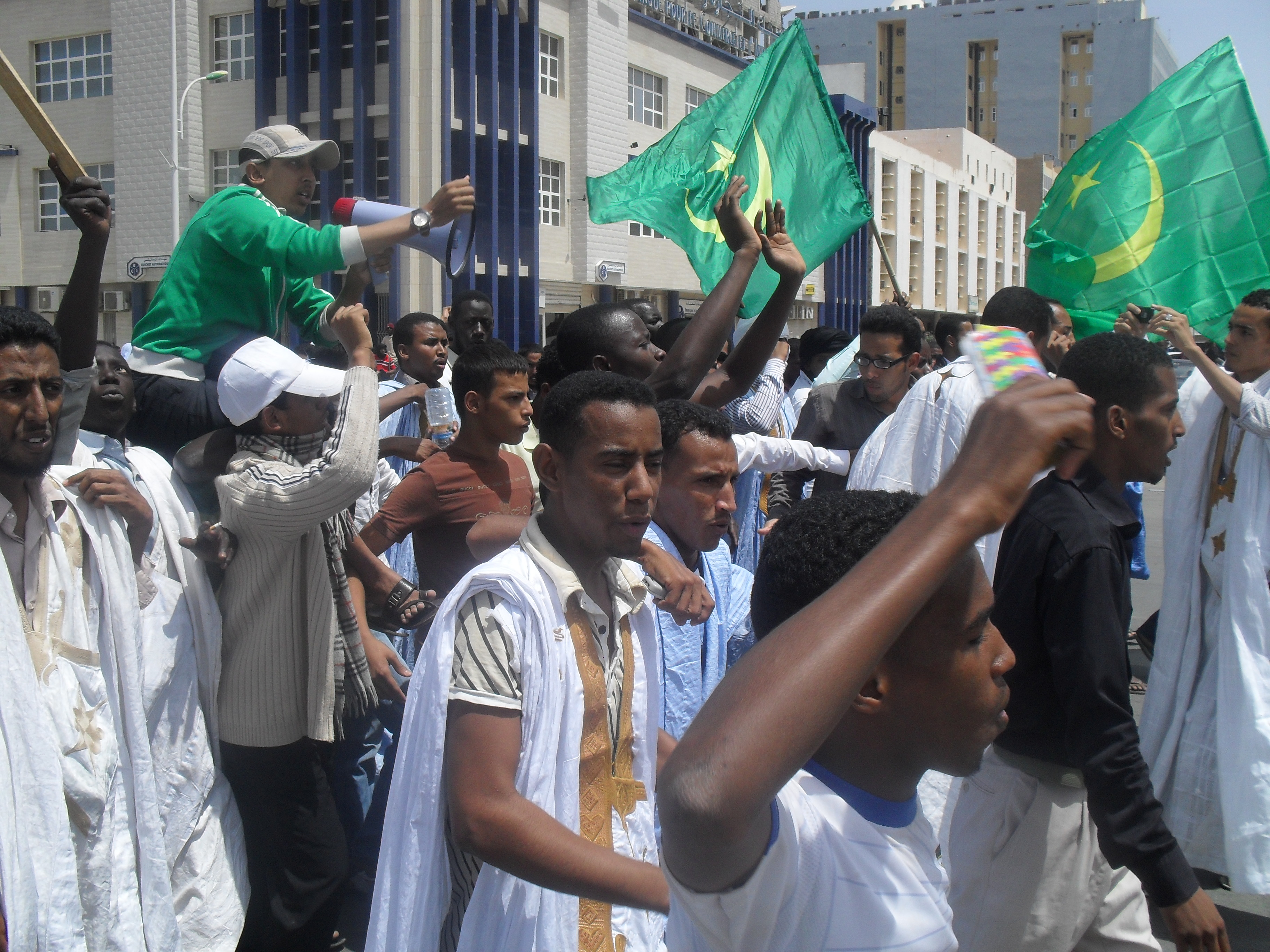
Dispersion par la police de la manifestation du 25 avril 2011

La première réponse d’envergure est un plan social de 9 milliards d’ouguiyas, permettant de baisser de 30 % le prix des denrées de première nécessité dans un réseau de boutiques spécialisées. Le gouvernement demande à rencontrer les représentants des manifestants.
Malgré ces concessions économiques du gouvernement, la coordination appelle à une nouvelle manifestation le 25 avril, avec des mots d’ordres plus radicaux (comme la démission du premier ministre, Moulaye Ould Mohamed Laghdhaf). Plusieurs centaines de manifestants réussissent à bloquer la circulation, avant d’être violemment dispersés par la police, qui arrête une vingtaine d’entre eux.
Le Syndicat national des enseignants du secondaire (SNES) organise une grève, très suivie, du 8 au 10 mai. Les employés du secteur public de l’information annoncent une nouvelle grève pour le 18 mai. Les journalistes font trois grèves successives au mois de juin, pour obtenir enfin l’application de l’augmentation de 10 à 50 % des salaires, obtenue en 2008.
Les contestations d’ordre politique sont portées uniquement par un mouvement de jeunes réunis au sein du mouvement du 25 février, formé sur Internet,. Ils manifestent avec constance et pacifiquement sur un terrain vague, la place des Blocs, portant un programme très concret en 28 points :
- annulation de la vente frauduleuse de la place des Blocs ;
- la non-participation des militaires à la politique ;
- un système électoral plus juste ;
- la démission du gouvernement ;
- des créations d’emploi ;
- augmentation du salaire minimum à 73 000 ouguiyas[4].

Le maire d’Aoujeft, Mohamed El Moctar Ould Ehmeyen Amar, démissionne du parti au pouvoir en soutien à « la juste cause des jeunes » début mars. À Nouakchott, la manifestation du 26 avril est dispersée à coups de matraques et de gaz lacrymogènes, et une vingtaine de manifestants sont arrêtés.
Enfin, la classe politique dénonce l’autoritarisme du président, que ce soit le vice-président de l’Assemblée nationale, El Arbi Ould Jideine, des membres de son parti, l’Union pour la République, ou ses alliés du Parti mauritanien de l’union et du changement (Hatem) et du Rassemblement national pour la réforme et le développement (Tawassoul, islamistes).
Du 9 au 11 juin, les jeunes tiennent des rencontres et forums à Nouakchott, avec la participation de la coalition du 25-février.

## Mesures prises par le gouvernement
Le 23 juin, la pénalisation des délits de presse est levée. Toujours en juin, des terres sont distribuées à une centaine de jeunes diplômés pour qu’ils les cultivent.
Le printemps arabe trouve un débouché dans des négociations entre parti au pouvoir et opposition entre septembre et octobre. Alors que les discussions avaient du mal à démarrer, des points d’accord ont été trouvés, malgré les tensions persistantes suscitées par le recensement :
- les minorités seront reconnues dans la constitution ;
- l’interdiction de l’esclavage sera également inscrite dans la constitution ;
- l’influence de l’armée devrait être réduite, par la criminalisation des coups d’État et l’exclusion des militaires de la politique active ;
- des sièges du Parlement seraient réservés aux femmes[31].

Dans le même temps, la Haute autorité de presse et d’audiovisuel est chargée d’élargir le nombre de chaînes et de radios disponibles, pour passer de deux chaînes actuellement à 7, et de deux radios à 7 également

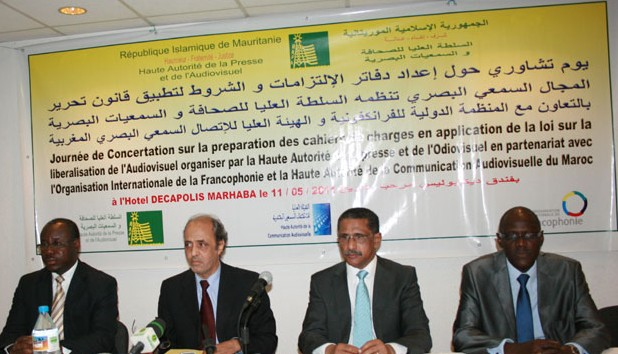
La Haute autorité de la presse et de l’audiovisuel étudie une nouvelle législation destinée à déréglementer les médias audiovisuels (11 mai 2011)
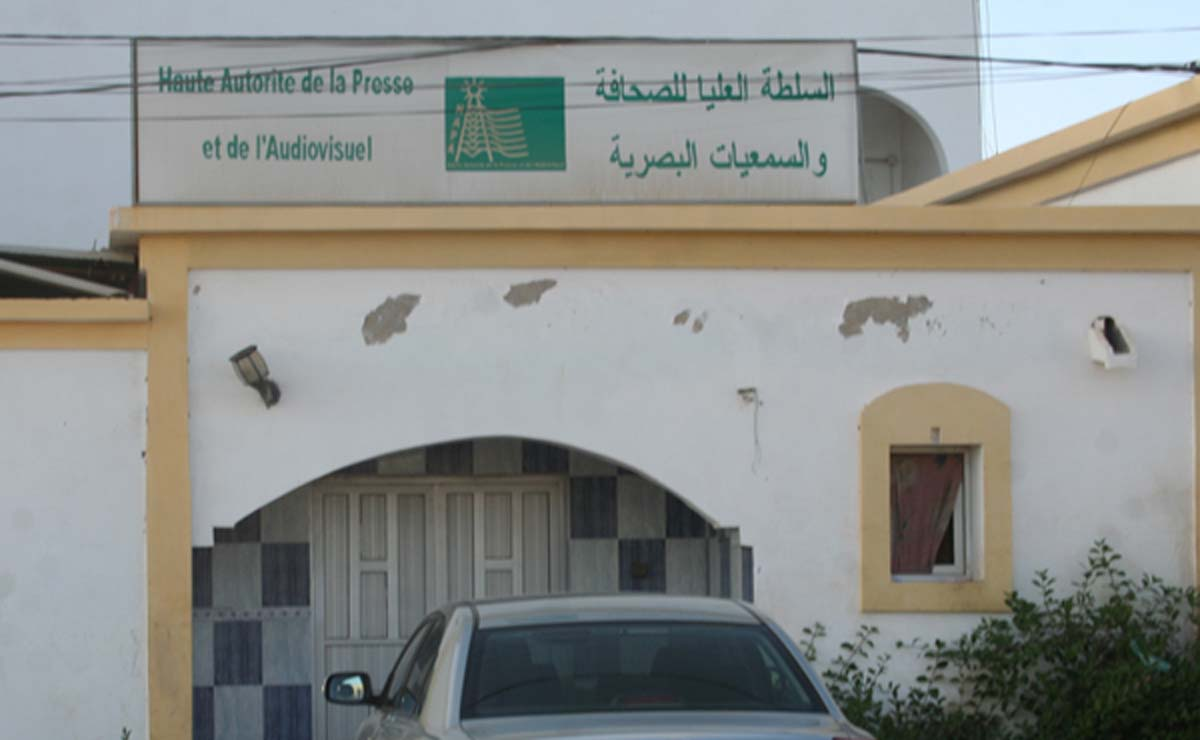
La Haute autorité autorise les médias privés (17 septembre 2011)
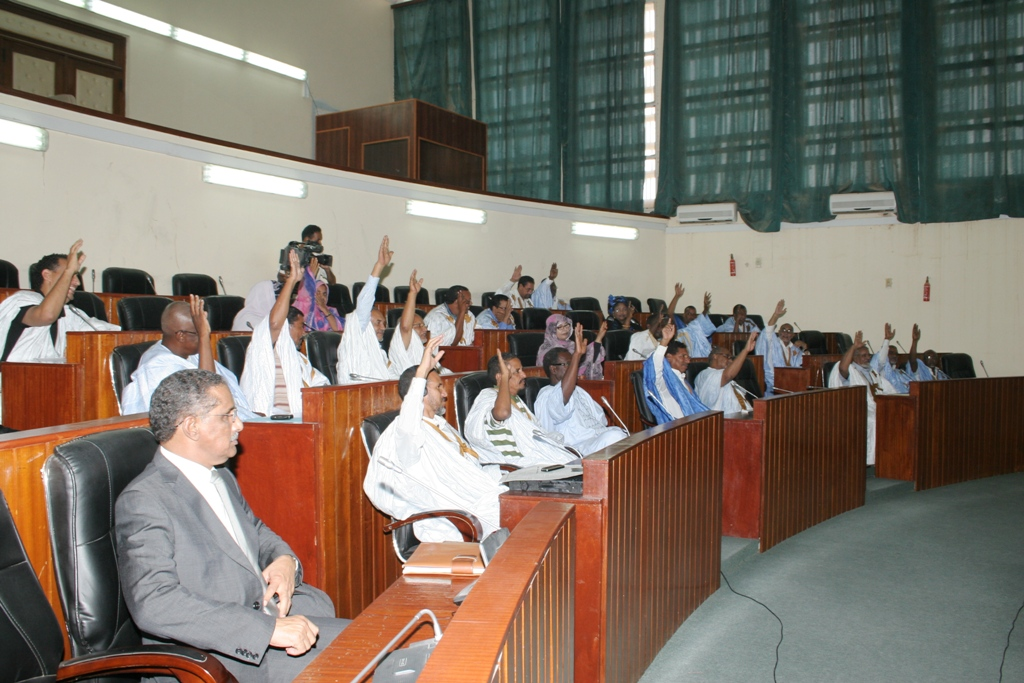
Les journalistes saluent la réforme des médias (5 octobre 2011)